# NEC PC 8801
NEC PC 8801 (PC 8801) је кућни рачунар, производ фирме NEC који је почео да се израђује у Јапану током 1981. године.
Користио је uPD780C-1 (Z80A компатибилан) као централни микропроцесор а RAM меморија рачунара PC 8801 је имала капацитет од 64 KB до 576 KB. 

## Детаљни подаци
Детаљнији подаци о рачунару PC 8801 су дати у табели испод.
|                       |                                                                                                  |
| 8801                  |                                                                                                  |
| Произвођач            |                                                                                                  |
| Тип                   | кућни рачунар                                                                                    |
| Меморија              | 64 (до 576 KB)                                                                                   |
| Поријекло             | Јапан                                                                                            |
| Година                | 1981                                                                                             |
| Тастатура             | тастатура са пуним помаком тастера 67 тастера + 20 тастера нумерички пад + 5 функцијских тастера |
| Процесор              |                                                                                                  |
| Фреквенција процесора | 4                                                                                                |
| RAM                   | 64 (до 576 KB)                                                                                   |
| ROM                   | 72 KB                                                                                            |
| Текст                 | 36/40/72/80 знакова x 20/25 линија                                                               |
| Графика               | 640 x 200 (8 боја), 640 x 400 (једна боја)                                                       |
| Боја                  | 8                                                                                                |
| Звук                  | 3 FM канала + 3 SSG + 6 ритмова + 1 ADPCM                                                        |
| Димензије             | главно кућиште: 496 ш x 342 д x 107 в / 7,1                                                      |
| Портови               |                                                                                                  |
| Оперативни систем     |                                                                                                  |